# SDM (Rapper)

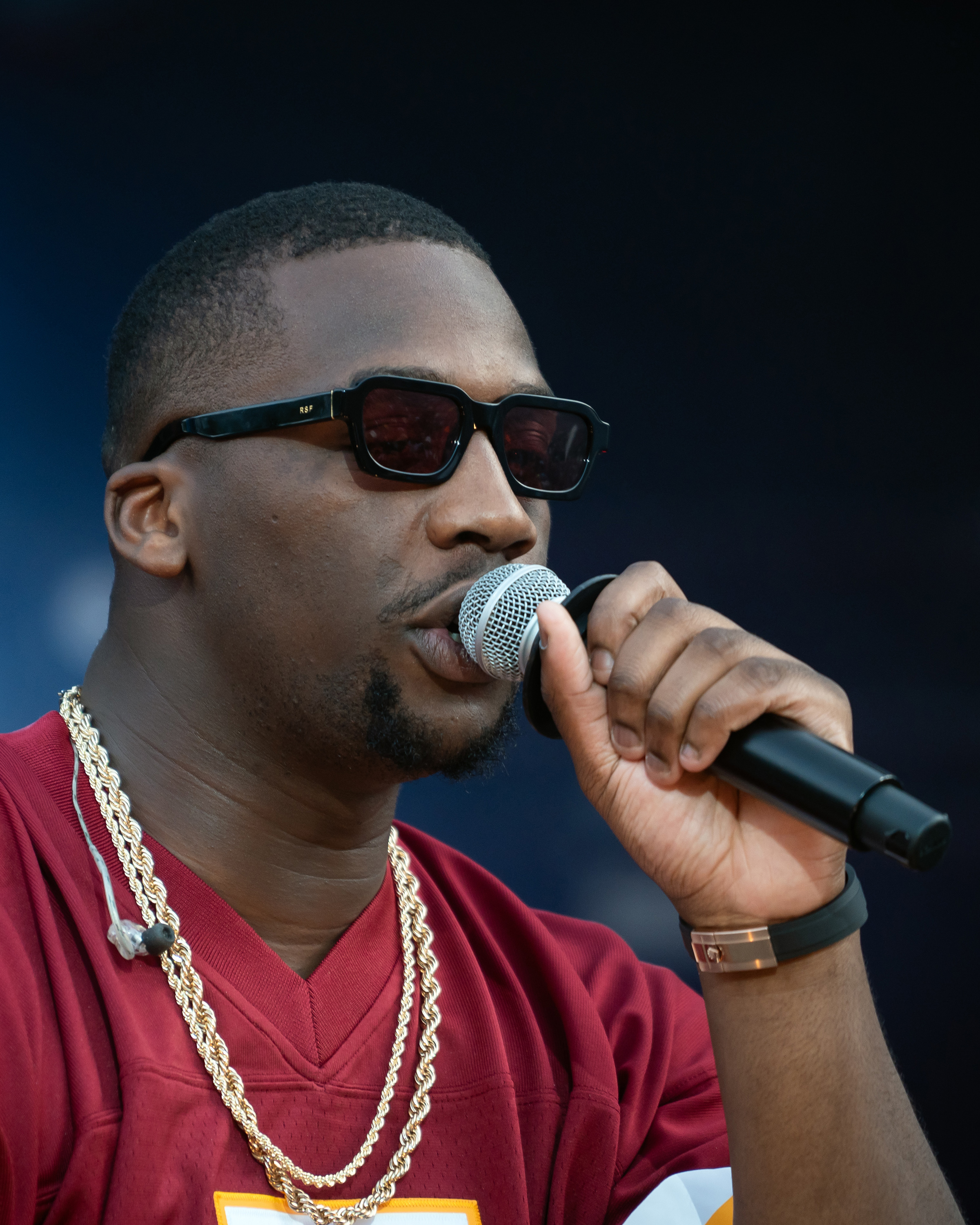
SDM, 2024

SDM (* 28. November 1995 in Meudon; bürgerlich Beni Mosabu) ist ein französischer Rapper.

## Leben
SDM wurde 1995 in Meudon geboren. Seine Eltern sind kongolesischen Ursprungs.
Mit 11 Jahren veröffentlichte er erste Rapsongs unter dem Namen Sadam Kadafi 925. Zusammen mit einigen Freunden gründete er die Rapcrew Microbe Thug’z.

## Karriere
2020 wurde er von Rapper Booba entdeckt, der ihm bei seinem Label 92i unter Vertrag nahm, ein Sublabel von Universal Music France. Mit diesem zusammen nahm er das Lied Bonne journée für dessen Album Ultra auf, welches in Frankreich auf Platz 6 einstieg.
Im Folgejahr veröffentlichte er sein Debütalbum Ocho, mit dem er es in Frankreich bis in die Top 10 schaffte.
Mit seinem Lied Bolide allemand erreichte er 2023 Platz eins der französischen Singlecharts.

## Diskografie
Studioalben

| Jahr | Titel Musiklabel                                                     | Höchstplatzierung, Gesamtwochen, AuszeichnungChartplatzierungen (Jahr, Titel, Musiklabel, Platzierungen, Wochen, Auszeichnungen, Anmerkungen) | Höchstplatzierung, Gesamtwochen, AuszeichnungChartplatzierungen (Jahr, Titel, Musiklabel, Platzierungen, Wochen, Auszeichnungen, Anmerkungen) | Höchstplatzierung, Gesamtwochen, AuszeichnungChartplatzierungen (Jahr, Titel, Musiklabel, Platzierungen, Wochen, Auszeichnungen, Anmerkungen) | Anmerkungen                              | [↑]: gemeinsam behandelt mit vorhergehendem Eintrag; [←]: in beiden Charts platziert |
| Jahr | Titel Musiklabel                                                     | FR | BEW | CH | Anmerkungen                              |                                                                                      |
| ---- | -------------------------------------------------------------------- | --- | --- | --- | ---------------------------------------- | ------------------------------------------------------------------------------------ |
| 2021 | Ocho 92i / Capitol Music France (UMG)                                | FR2 ×3Dreifachplatin · (156 Wo.)FR | BEW3 Platin · (… Wo.)BEW | CH9 (2 Wo.)CH | Erstveröffentlichung: 9. April 2021      |                                                                                      |
| 2021 | Ocho (Deluxe) 92i / Capitol Music France (UMG)[FR: ↑][BEW: ↑][CH: ↑] | FR2 ×3Dreifachplatin · (156 Wo.)FR | BEW3 Platin · (… Wo.)BEW | CH9 (2 Wo.)CH | Erstveröffentlichung: 9. Dezember 2021   |                                                                                      |
| 2022 | Liens du 100 92i / Capitol Music France (UMG)                        | FR2 ×3Dreifachplatin · (… Wo.)FR | BEW3 ×2Doppelplatin · (… Wo.)BEW | CH12 (10 Wo.)CH | Erstveröffentlichung: 2. Dezember 2022   |                                                                                      |
| 2024 | À la vie à la mort 92i / Capitol Music France (UMG)                  | FR1 ×2Doppelplatin · (… Wo.)FR | BEW1 (… Wo.)BEW | CH1 (18 Wo.)CH | Erstveröffentlichung: 26. September 2024 |                                                                                      |